# Winfried Josef Huppmann
Winfried Josef Huppmann (* 22. Januar 1945 in Scheibbs; † 13. August 2016) war ein österreichischer Pulvermetallurge.

## Leben und Wirken
Huppmann wuchs in der Stadt Tulln in der Nähe von Wien auf. Er studierte Physik an der Universität Wien und schloss seine Doktorarbeit 1971 mit der höchsten Auszeichnung sub auspiciis praesidentis ab. Nach der Promotion arbeitete er zunächst zwei Jahre bei Sherrit Gordon in Kanada und ab 1973 im von Günter Petzow geleiteten Labor für Pulvermetallurgie am Max-Planck-Institut für Metallforschung in Stuttgart. In Stuttgart arbeitete er am Thema Flüssigphasensintern und erhielt dafür mit Unterstützung von Benno Lux, Richard Kieffer und Gerhard Jangg seine Habilitation an der Technischen Universität Wien. Danach war er dort außerordentlicher Professor und gab regelmäßig Kurse.
1979 wurde er Forschungsleiter beim Sintermetallwerk Krebsöge und arbeitete dort an Verfahren zum Pulverschmieden und der Herstellung von Stahlwerkzeugen durch Vakuumsintern. 1986 war er Mitorganisator des Powder Metallurgy World Congress in Düsseldorf. 1987 wurde er Mitglied des Vorstands und Forschungsleiter bei der Hilti AG in Liechtenstein, wo er für Forschung und Innovation auf globaler Ebene verantwortlich war. Trotzdem hielt er an der Technischen Universität Wien regelmäßig die Vorlesung Moderne Sinterwerkstoffe in der Technik. 2000 übernahm er im Hilti-Konzern die Verantwortung für strategische Marktbeobachtung, bevor er 2005 in den Ruhestand ging. Auch im Ruhestand war Huppmann weiterhin sehr aktiv und organisierte unter anderem die Liechtensteiner Gitarrentage (LiGiTa), erlernte das Gitarrenspiel und war Gründungspräsident der Internationalen Musikakademie in Liechtenstein, die talentierte junge Musiker unterstützt.
Huppmann war viele Jahre Mitglied und auch stellvertretender Vorsitzender des Gemeinschaftsausschuss Pulvermetallurgie und Mitbegründer des Hagener Symposiums. In den Jahren 2003 bis 2004 war er Präsident der DGM.
Nach seinem Tode wurde er am 20. August 2016 in seinem Heimatort Eschen (Liechtenstein) beigesetzt.

## Publikationen
1986 veröffentlichte er zusammen mit K. Dalal den Metallographic Atlas of Powder Metallurgy.

## Auszeichnungen
- 1990 Ivor Jenkins Award des Institute of Metals in London[1][2]
- 1991 Skaupy-Preis[4]
- 2008 Ehrenmitglied der DGM[1][2]
- 2008 Distinguished Service Award der EPMA[3][2]
- 2012 Präsident der Kulturstiftung Liechtenstein[2][1]